# Erie (Dakota Północna)
Erie – jednostka osadnicza w Stanach Zjednoczonych, w stanie Dakota Północna, w hrabstwie Cass.